# Cops & Robbersons – Das haut den stärksten Bullen um
Cops & Robbersons – Das haut den stärksten Bullen um (Originaltitel: Cops and Robbersons) ist eine US-amerikanische Filmkomödie von Michael Ritchie aus dem Jahr 1994.

## Handlung
Der Gangster Osborn wohnt in der Nachbarschaft der Familie Robberson. Die Polizisten Jake Stone und Tony Moore bitten die Robbersons, das Haus der Familie zum Beobachten des Verbrechers benutzen zu dürfen. Norman Robberson, der gerne alte Kriminalfilme sieht, ist begeistert. Er versucht, den Polizisten zu helfen, indem er unter anderem seinen Nachbarn besucht und in dessen Haus Mikrofone installiert. Diese nicht abgesprochenen Handlungen ärgern Stone.
Moore verliebt sich in Normans Tochter Cindy. Osborn merkt, dass er beobachtet wird und überfällt die Familie in deren Haus, wird jedoch überwältigt.

## Kritiken
Roger Ebert schrieb in der Chicago Sun-Times vom 15. April 1994, der Film sei „noch ein Fisch-aus-dem-Wasser-Film“, in dem die Charaktere ihre vertraute Umgebung verlassen würden. Den von Chevy Chase dargestellten Norman Robberson würde man im realen Leben für „geistig behindert“ halten. Da die anderen Charaktere dies nicht zu merken scheinen, seien sie entweder ebenfalls „geistig behindert“ oder die Darsteller würden „einfach derer Dialogzeilen rezitieren“. Der Kritiker schrieb, er habe während des Zuschauens des Films nicht lachen können.
Die Zeitschrift Cinema schrieb, „die Pointen landen immer knapp daneben“.
Das Lexikon des internationalen Films meinte, der Film sei „trotz eines arg klamottigen Endes eine unspektakulär erheiternde Krimi-Komödie, originell erdacht, vergnüglich gespielt.“

## Hintergrund
Der Film wurde in Hawthorne (Kalifornien) und in den kalifornischen Sony Pictures Studios in Culver City gedreht. Er spielte in den Kinos der USA ca. 11,4 Millionen US-Dollar ein.